# Billetes de euro

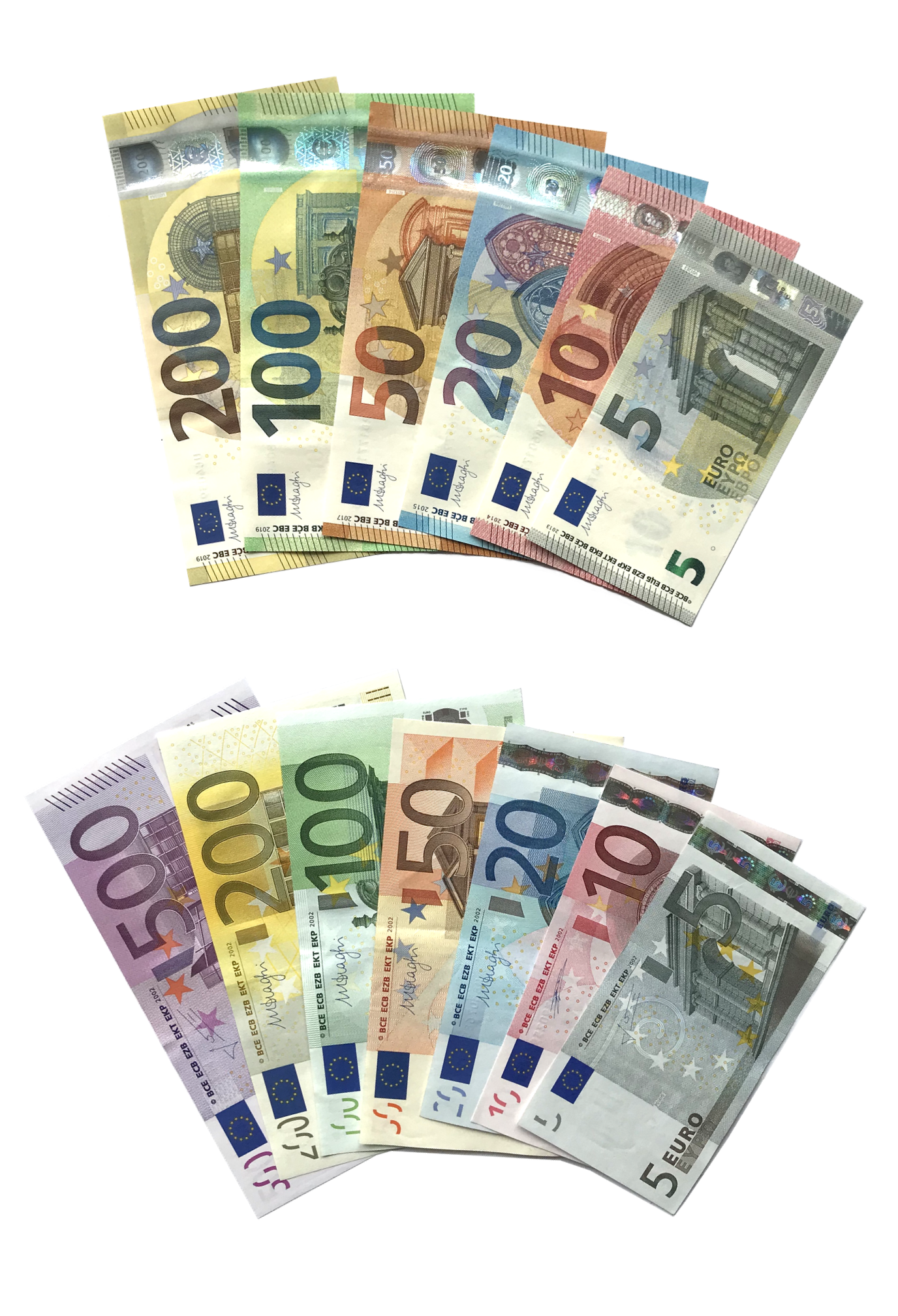
Arriba: Billetes de euro de la segunda serie (Europa, desde 2013).
Abajo: Billetes de euro de la primera serie (Épocas y estilos de Europa, 2002-2013).
Ambas series son de curso legal en la eurozona.

Los billetes de euro, el papel moneda de la eurozona, se encuentran en circulación desde el 1 de enero de 2002, fecha en que se emitió la primera serie. Los Bancos Centrales Nacionales (BCNs) del Eurosistema y el Banco Central Europeo (BCE) están facultados para emitirlos, aunque en la práctica tan solo los primeros lo hacen físicamente. En 1999 se introdujo el euro de forma virtual, y en 2002 los billetes y monedas entraron en circulación. El euro rápidamente tomó el relevo de las monedas nacionales anteriores y lentamente se expandió alrededor de la Unión Europea.
Las denominaciones de los billetes son siete: 5 €, 10 €, 20 €, 50 €, 100 €, 200 € y 500 € (en la segunda serie, el billete de 500 euros es eliminado). A diferencia de las monedas de euro, su diseño es idéntico en toda la eurozona, aunque se imprimen y emiten en varios Estados miembros. Los billetes de euro están fabricados a partir de fibra de algodón puro, lo que mejora su durabilidad y les confiere un tacto característico. Presentan varias combinaciones de colores y miden desde 120 x 62 mm hasta 160 x 82 mm los pertenecientes a la primera serie y desde 120 x 62 mm hasta 153 x 77 mm los de la segunda serie. Los billetes incluyen numerosas y complejas medidas de seguridad como marcas de agua, tintas invisibles, hologramas y microimpresiones que respaldan su autenticidad. A diferencia de las monedas de euro, que presentan una cara nacional que indica el país de emisión aunque eso no necesariamente signifique que se haya acuñado ahí, en los billetes puede identificarse su origen a partir de la primera letra de su número de serie. En los billetes de la primera serie, dicha letra indica el código de identificación nacional del billete, que no es necesariamente el del país en el que se fabricó; y en los billetes de la segunda serie, dicha letra indica el código de identificación de la imprenta donde se imprimió el billete.
Según las estimaciones del Banco Central Europeo (BCE), en agosto de 2018, había un total 21 737 millones de billetes en circulación por toda la eurozona, con un valor total de 1,193 billones de euros. El 8 de noviembre de 2012, el BCE anunció que la primera serie de billetes sería reemplazada por la serie Europa, comenzando con el billete de cinco euros.

## Historia

El euro se emplea en los 20 países de la eurozona así como en 4 micro-Estados europeos (azul oscuro).
También se usa de facto en Montenegro y Kosovo (rojo).

El euro entró en vigor el 1 de enero de 1999. Su creación había sido un objetivo de la Unión Europea (UE) y sus predecesores desde la década de 1960. El Tratado de Maastricht entró en vigor en 1993 con la meta de crear una unión económica y monetaria en 1999 para todos los Estados miembros de la UE excepto Reino Unido y Dinamarca (aunque Dinamarca aplica un tipo de cambio fijo con el euro).
En 1999, la moneda nació virtualmente, y en 2002 comenzaron a circular los billetes y monedas. Tomó rápidamente el relevo de las monedas nacionales y se expandió lentamente en torno al resto de la UE. En 2009, el Tratado de Lisboa formalizó la autoridad política del euro, el Eurogrupo, junto con el Banco Central Europeo.
Eslovenia se unió a la eurozona en 2007, Chipre y Malta en 2008, Eslovaquia en 2009, Estonia en 2011, Letonia en 2014, Lituania en 2015 y Croacia en 2023.

## Denominaciones y características
Existen siete denominaciones diferentes (5 €, 10 €, 20 €, 50 €, 100 €, 200 € y 500 €), cada una con un color y tamaño distintivos. El diseño de cada una está basado en la arquitectura europea en varios periodos artísticos. El frente (anverso) del billete muestra puertas y ventanas mientras que su parte trasera (reverso) muestra puentes. Las puertas y ventanas simbolizan el espíritu de apertura y cooperación de Europa. Los puentes son una metáfora que habla de la unión de los pueblos europeos entre sí y con el resto del mundo. Se tuvo cuidado en que los ejemplos arquitectónicos no representaran monumentos existentes actuales para no llegar a la controversia de cuáles deberían ser los elegidos para mostrarse.
Elementos comunes a todos los billetes son la bandera de la Unión Europea, un mapa de Europa en el reverso, el nombre «EURO» en los alfabetos latino y griego —también en cirílico en los billetes de la segunda serie—, las siglas del Banco Central Europeo en cinco versiones (BCE, ECB, EZB, ΕΚΤ, EKP) —se añaden nuevas versiones (ЕЦБ, ESB, EKB, BĊE, EBC) en la segunda serie— y la firma del presidente del Banco Central Europeo. A pesar de que Croacia ingresó en la Unión Europea el 1 de julio de 2013, las siglas en croata (ESB) no se añadieron a la segunda serie hasta llegar al diseño del billete de 50 euros (en 2016).
El papel usado para los billetes es de 100% pura fibra de algodón, el cual mejora su durabilidad a la vez que le da un tacto característico.

## Series de billetes
Existen dos series de billetes de euro, ambas de curso legal en la eurozona. Los billetes de la primera serie están siendo reemplazados de forma progresiva por los de la nueva serie. Los billetes de la primera serie son de curso legal y mantendrán su validez por tiempo indefinido. Seguirán en circulación junto con los de la serie Europa hasta agotar existencias.

### Primera serie
Los diseños de los billetes fueron escogidos de entre 44 propuestas presentadas al concurso promovido por el Consejo del Instituto Monetario Europeo el 12 de febrero de 1996. El diseño ganador, creado por Robert Kalina del Banco Nacional de Austria, fue elegido el 3 de diciembre de 1996.
Los billetes entraron en circulación el 1 de enero de 2002.
| Imagen  | Imagen  | Valor | Emisión | Dimensiones | Color principal | Descripción      | Descripción                                       |
| Anverso | Reverso | Valor | Emisión | Dimensiones | Color principal | Arquitectura     | Periodo                                           |
| ------- | ------- | ----- | ------- | ----------- | --------------- | ---------------- | ------------------------------------------------- |
|         |         | 5 €   | 2002    | 120 × 62 mm | Gris            | Clásica          | Desde el siglo VIII a. C. hasta el siglo IV d. C. |
|         |         | 10 €  | 2002    | 127 × 67 mm | Rojo            | Románica         | Siglos XI y XII                                   |
|         |         | 20 €  | 2002    | 133 × 72 mm | Azul            | Gótica           | Siglos XIII y XIV                                 |
|         |         | 50 €  | 2002    | 140 × 77 mm | Naranja         | Renacentista     | Siglos XV y XVI                                   |
|         |         | 100 € | 2002    | 147 × 82 mm | Verde           | Barroca y rococó | Siglos XVII y XVIII                               |
|         |         | 200 € | 2002    | 153 × 82 mm | Amarillo-marrón | Modernista       | Siglo XIX                                         |
|         |         | 500 € | 2002    | 160 × 82 mm | Morado          | Moderna          | Siglo XX                                          |

Las regiones ultraperiféricas de la Unión Europea que se muestran en los billetes son: Azores, Guayana Francesa, Guadalupe, Canarias, Madeira, Martinica y Reunión. Malta y Chipre no se muestran en la primera serie ya que Malta es demasiado pequeña para ser mostrada ya que el tamaño mínimo de representación era de 400 km² por causas de impresión y Chipre se encuentra demasiado al este. Ambos países sí aparecen ya en la segunda serie.
En cuanto a las siglas del Banco Central Europeo, están escritas en cinco variantes lingüísticas —BCE, ECB, EZB, EKT, EKP— que corresponden a las lenguas de los países que formaban parte de la zona del euro cuando se introdujo la moneda única:
- BCE (francés: Banque centrale européenne, irlandés: Banc Ceannais Eorpach, español: Banco Central Europeo, italiano: Banca centrale europea, portugués: Banco Central Europeu)
- ECB (neerlandés: Europese Centrale Bank, danés: Europæiske Centralbank, inglés: European Central Bank, sueco: Europeiska centralbanken)
- EZB (alemán: Europäische Zentralbank)
- ΕΚΤ (griego: Ευρωπαϊκή Κεντρική Τράπεζα)
- EKP (finlandés: Euroopan keskuspankki)

El orden está determinado por el orden de listado de países de la Unión Europea, con "BCE" por delante de "ECB" debido a la precedencia nacional de los dos idiomas principales de Bélgica (francés y neerlandés).

### Serie Europa
El 8 de noviembre de 2012, el Banco Central Europeo (BCE) anunció que la primera serie de billetes sería reemplazada por la serie Europa, comenzando con el billete de cinco euros.
Reinhold Gerstetter, diseñador de billetes independiente radicado en Berlín, fue seleccionado para actualizar el diseño de los billetes.
Los nuevos billetes son una evolución, y aunque mantienen el diseño «épocas y estilos» de la primera serie y muestran los mismos colores dominantes, se modificaron para incorporar los elementos de seguridad mejorados. El nuevo diseño del billete de cinco euros se hizo público en Fráncfort el 10 de enero de 2013 y los restantes billetes se fueron presentando de manera progresiva a lo largo de los siguientes años.
| Imagen  | Imagen  | Valor | Emisión | Dimensiones | Color principal | Descripción      | Descripción                                       |
| Anverso | Reverso | Valor | Emisión | Dimensiones | Color principal | Arquitectura     | Periodo                                           |
| ------- | ------- | ----- | ------- | ----------- | --------------- | ---------------- | ------------------------------------------------- |
|         |         | 5 €   | 2013    | 120 × 62 mm | Gris            | Clásica          | Desde el siglo VIII a. C. hasta el siglo IV d. C. |
|         |         | 10 €  | 2014    | 127 × 67 mm | Rojo            | Románica         | Siglos XI y XII                                   |
|         |         | 20 €  | 2015    | 133 × 72 mm | Azul            | Gótica           | Siglos XIII y XIV                                 |
|         |         | 50 €  | 2017    | 140 × 77 mm | Naranja         | Renacentista     | Siglos XV y XVI                                   |
|         |         | 100 € | 2019    | 147 × 77 mm | Verde           | Barroca y rococó | Siglos XVII y XVIII                               |
|         |         | 200 € | 2019    | 153 × 77 mm | Amarillo-marrón | Modernista       | Siglo XIX                                         |

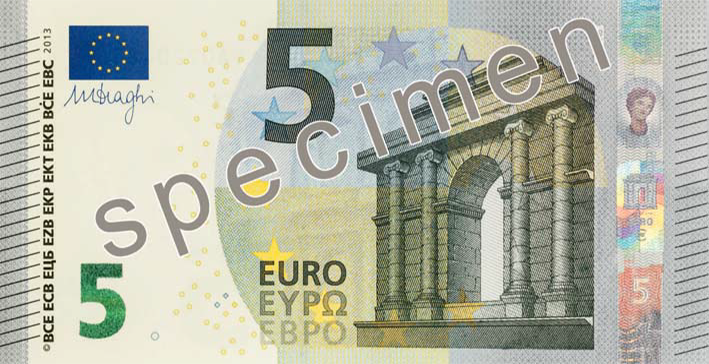
Anverso del nuevo billete de 5 €, que circula desde mayo de 2013. La nueva serie Europa está escrita en caracteres de los alfabetos latino (EURO), griego (EYPΩ) y cirílico (EBPO), como consecuencia del ingreso de Bulgaria en la Unión Europea en 2007.

Las medidas de seguridad de los billetes de la primera serie habían quedado anticuadas y, tras la incorporación de nuevos países a la Unión Europea y a la eurozona, era necesario actualizar dichos billetes: Malta y Chipre aparecen representados, se incorpora el alfabeto cirílico debido a la incorporación de Bulgaria a la Unión Europea y las siglas del Banco Central Europeo aparecen también en los idiomas oficiales de los nuevos miembros.
La nueva serie, llamada «Europa», muestra un retrato de Europa —personaje de la mitología griega raptada por Zeus que ha dado nombre al continente— en la marca de agua y en el holograma. Los nuevos billetes se introdujeron de forma gradual a lo largo de varios años, comenzando por el billete de 5 euros en mayo de 2013, el de 10 euros en septiembre de 2014, el de 20 euros en noviembre de 2015, el de 50 euros en abril de 2017 y los de 100 euros y 200 euros en mayo de 2019. El 4 de mayo de 2016 el Banco Central Europeo decidió no emitir un billete de 500 euros para la serie Europa, con el fin de dificultar el lavado de dinero. Por lo anterior, los billetes de la serie Europa no muestran el mismo año ya que, al igual que en la primera serie, el año que se muestra es el año en que se emite el billete. En la primera serie todos los billetes muestran el año 2002 porque se emitieron a la vez ese mismo año.
En cuanto a las siglas del Banco Central Europeo, están escritas en diez variantes lingüísticas: BCE, ECB, ЕЦБ, EZB, EKP, EKT, ESB, EKB, BĊE, EBC.
- BCE (francés: Banque centrale européenne, irlandés: Banc Ceannais Eorpach, español: Banco Central Europeo, italiano: Banca centrale europea, portugués: Banco Central Europeu, rumano: Banca Centrală Europeană)
- ECB (neerlandés: Europese Centrale Bank, checo: Evropská centrální banka, danés: Europæiske Centralbank, inglés: European Central Bank, letón: Eiropas Centrālā banka, lituano: Europos Centrinis Bankas, esloveno: Evropska centralna banka, eslovaco: Európska centrálna banka, sueco: Europeiska centralbanken)
- ЕЦБ (búlgaro: Европейска централна банка)
- EZB (alemán: Europäische Zentralbank)
- EKP (estonio: Euroopa Keskpank, finlandés: Euroopan keskuspankki)
- ΕΚΤ (griego: Ευρωπαϊκή Κεντρική Τράπεζα)
- ESB (croata: Europska središnja banka)
- EKB (húngaro: Európai Központi Bank)
- BĊE (maltés: Bank Ċentrali Ewropew)
- EBC (polaco: Europejski Bank Centralny)

Como en la primera serie, el orden está determinado por el orden de listado de países de la Unión Europea, con "BCE" por delante de "ECB" debido a la precedencia nacional de los dos idiomas principales de Bélgica (francés y neerlandés).
A pesar de que Croacia ingresó en la Unión Europea el 1 de julio de 2013, las siglas en croata (ESB) no se añadieron a la segunda serie hasta llegar al diseño del billete de 50 euros (en 2016).

## Firma
Los billetes deben llevar la firma del presidente del Banco Central Europeo. El diseño inicial fue firmado por Wim Duisenberg, sustituido por Jean-Claude Trichet el 1 de noviembre de 2003, y a su vez reemplazado por Mario Draghi, el 1 de noviembre de 2011. Desde el 1 de noviembre de 2019, Christine Lagarde es la actual presidenta del Banco Central Europeo. Todos los billetes mantienen su validez independientemente de cual sea la firma de las mencionadas que aparezca en ellos.
Como curiosidad, los billetes de cinco euros de la primera serie no llegaron a llevar la firma de Mario Draghi a pesar de que el mandato de este comenzó el 1 de noviembre de 2011 y el diseño de los billetes de cinco euros de la segunda serie es de enero de 2013.

## Elementos de seguridad
En la primera serie, los elementos de seguridad eran diferentes según el valor de los billetes: Los billetes de baja denominación (5, 10 y 20 euros) tenían una serie de elementos, y los billetes de alta denominación (50, 100, 200 y 500 euros) tenían unos elementos más elaborados. En la segunda serie (serie Europa), los elementos de seguridad son diferentes dependiendo también del valor de los billetes diviéndose en tres grupos: los billetes de 5 y 10 euros, los billetes de 20 y 50 euros, y los billetes de 100 y 200 euros.
El Banco Central Europeo ha publicado las características de seguridad principales de los billetes de euro, permitiendo así al público determinar rápidamente si un billete es auténtico o no. Sin embargo, a fin de preservar su seguridad, la lista completa es un secreto celosamente guardado.

### Primera serie

#### Billetes de baja denominación (5, 10 y 20 euros)

##### Medidas detectadas al tacto
- El papel: El papel del billete está hecho de fibra de algodón puro, lo que le confiere una textura firme, resistente y con carteo, y un tacto ligeramente áspero.
- Impresión en relieve: Se aprecia relieve en el motivo principal, en las letras y en la cifra grande que indica el valor del billete.

##### Medidas detectadas a la vista
- Marca de agua: Al mirar el billete al trasluz, se aprecia el valor del billete y el motivo principal. Además, se puede ver una serie de barras a la derecha de la marca de agua. El número y anchura de estas barras indica el valor del billete. Si se escanean, estas barras se convierten en codificación Manchester.

| Valor | Código de barras | Manchester |
| ----- | ---------------- | ---------- |
| 5 €   | 0110 10          | 100        |
| 10 €  | 0101 10          | 110        |
| 20 €  | 1010 1010        | 0000       |
| 50 €  | 0110 1010        | 1000       |
| 100 € | 0101 1010        | 1100       |
| 200 € | 0101 0110        | 1110       |
| 500 € | 0101 0101        | 1111       |

(visto desde el reverso, una barra oscura representa un 1 y una barra clara representa un 0)
- Hilo de seguridad: Al mirar el billete al trasluz, el hilo de seguridad aparece como una línea oscura. En ella puede verse la palabra «EURO» y el valor del billete en caracteres blancos de tamaño reducido.
- Motivo de coincidencia: Al mirar el billete al trasluz, las marcas impresas en la esquina superior izquierda del anverso y en la esquina superior derecha del reverso se complementan y forman la cifra que indica el valor del billete.

##### Medidas detectadas al girar el billete
- Holograma: Al girar el billete, en el anverso, el holograma muestra el valor del billete y el símbolo «€».

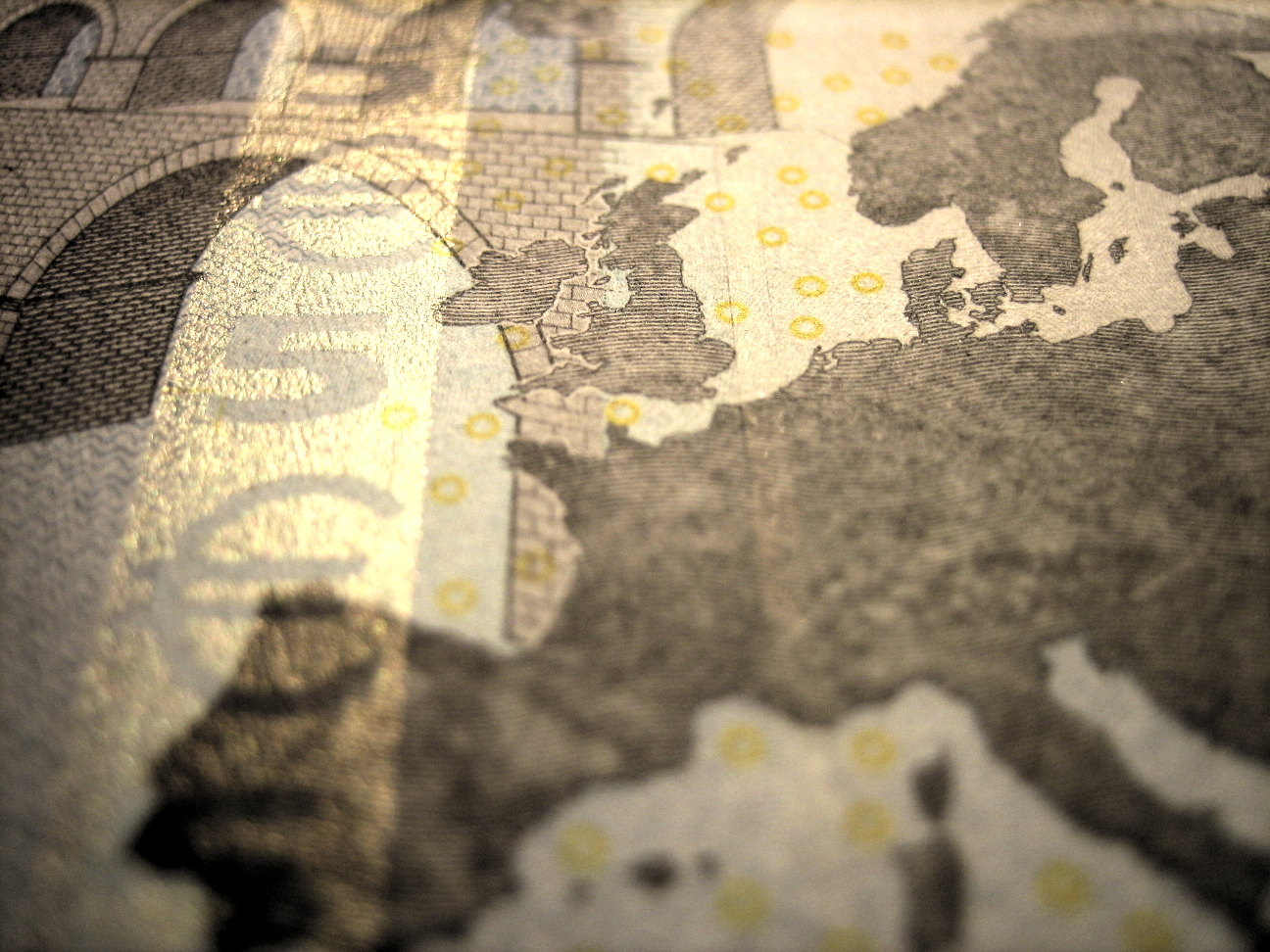
Banda iridiscente en el billete de 5 € de la primera serie.

- Banda iridiscente: Al girar el billete, en el reverso, aparece una banda dorada en la que figura el valor del billete y el símbolo «€».

##### Otros elementos de seguridad

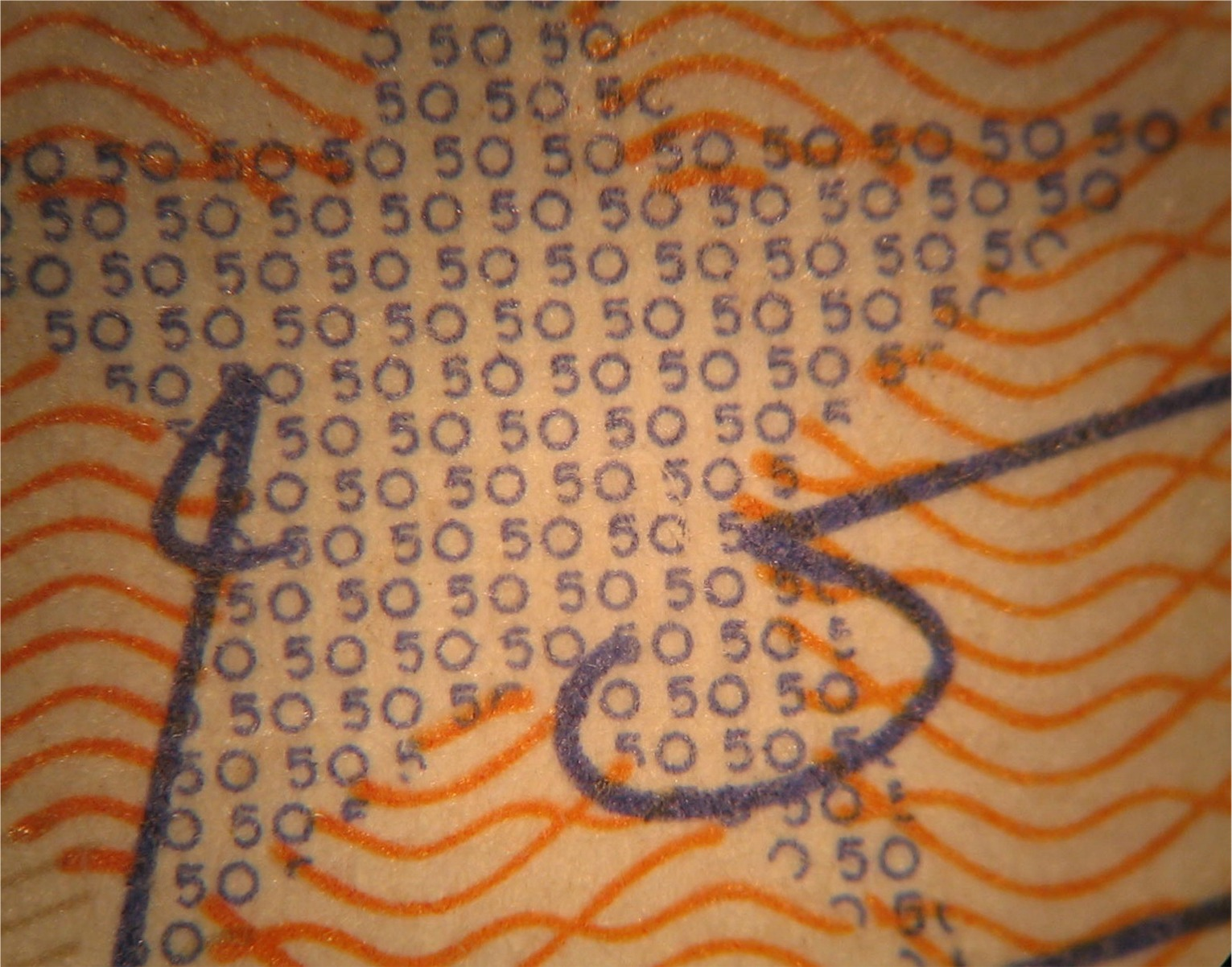
Microimpresión en el billete de 50 € de la primera serie.

- Microtexto: Algunas zonas del billete muestran una serie de caracteres de tamaño reducido que pueden leerse con ayuda de una lupa. Los caracteres no son borrosos, sino nítidos.
- Propiedades bajo una luz ultravioleta: Bajo una luz ultravioleta, el papel del billete no resplandece. Se aprecian fibras de color rojo, azul y verde embebidas en el papel, la bandera de la Unión Europea resplandece en verde y las estrellas adquieren una tonalidad anaranjada. La firma del presidente del BCE se torna verde. Las estrellas grandes y los círculos pequeños situados en el centro resplandecen en color naranja. En el reverso, el mapa, el puente y el valor del billete aparecen en amarillo.

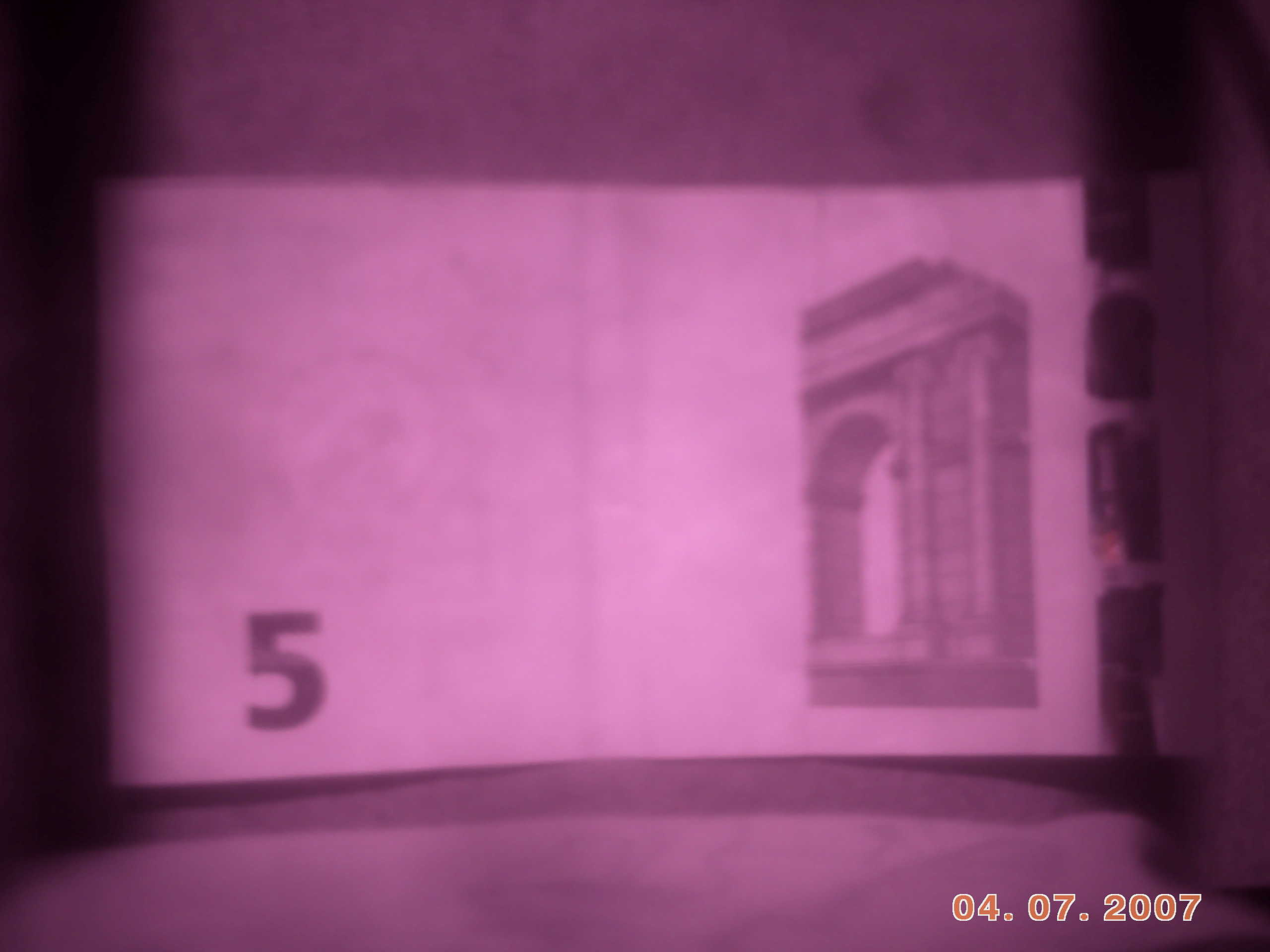
Un billete de 5 € de la serie Europa visto al infrarrojo.

- Propiedades infrarrojas: Bajo una luz infrarroja, solo son visibles el lado derecho del motivo principal y la banda plateada.

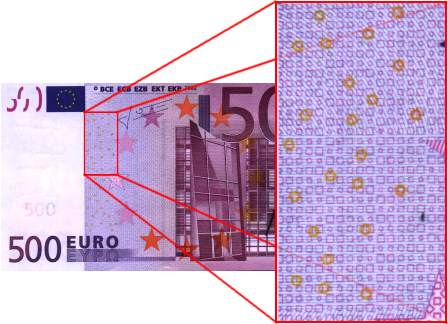
Constelación de EURión en un billete de 500 €.

- Varios patrones con la Constelación de EURión. Los billetes de euro contienen un patrón conocido como la constelación de EURión, que se puede usar para detectar que se trata de un billete a fin de impedir su copia. Algunas fotocopiadoras antiguas fueron programadas para rechazar las imágenes que incluyeran este patrón.
- Marca de agua digital: Igual que la constelación de EURión, una marca de agua digital va incorporada en el diseño de los billetes. Las versiones recientes de varios editores de imágenes, como Adobe Photoshop o Paint Shop Pro, se niegan a trabajar con imágenes de billetes. Este sistema se llama Counterfeit Deterrence System (CDS) y fue desarrollado por el Grupo de Bancos Centrales para la Disuasión de las Falsificaciones.
- Tinta magnética: Algunas zonas del billete están impresas con tinta magnética.
- Un número de serie: Cada billete tiene un número de serie único. El último dígito del número de serie es un dígito de comprobación. La letra es el código de identificación nacional del billete (el Banco Central que encargó la impresión del billete, que no es necesariamente el del país en el que se fabricó).

El último dígito del número de serie es un dígito de comprobación entre 1 y 9, que satisface el siguiente criterio: si la letra inicial se sustituye por su posición en el alfabeto internacional, entonces el resto de la división del número resultante por 9 es 8.[cita requerida] Este resto se puede obtener fácilmente sumando los dígitos del número y, si la suma todavía no resulta en un número obviamente divisible por 9, repitiendo el proceso.
Por ejemplo: al sustituir la letra por su posición en el alfabeto, Z10708476264 se queda en 2610708476264. El resto de la división por 9 se puede obtener de la siguiente manera: 26 + 1 + 0 + 7 + 0 + 8 + 4 + 7 + 6 + 2 + 6 + 4 = 71, 7 + 1 = 8.
Como alternativa, sustituir la letra por su código ASCII hace que el número resultante sea divisible por 9. Cogiendo el mismo ejemplo, Z10708476264: el código ASCII de la Z es 90, de modo que el número resultante es 9010708476264. Dividiendo por 9 se obtiene un resto 0. [De nuevo, el resultado se puede comprobar rápidamente ya que la suma de todos los dígitos es 54; 5+4 = 9 - de forma que el número es divisible por 9].
Otra forma comprobar la autenticidad de los billetes, a través de la suma de verificación es: Reemplazar la letra por su orden en el alfabeto (por ejemplo la a' es 1, la 'z', 26; sin contar la ñ, luego se suma con el resto de la serie y se obtiene un resultado, el cual debe ser 8, si el resultado es un número de dos dígitos, se suman estos hasta que haya un número de un solo dígito y debe ser 8. 
Ejemplos
1) Número de serie: X28046661572. Reemplazamos la x por su orden alfabético (24) y sumamos:
24+2+8+0+4+6+6+6+1+5+7+2=71; después, 7+1=8
2) Número de serie: X19997556626: Cambiamos la x (24, nuevamente) y adicionamos:
24+1+9+9+9+7+5+5+6+6+2+6=89; dado que el resultado tiene dos cifras, sumamos de nuevo: 8+9=17; y por el mismo motivo, 1+7=8.

#### Billetes de alta denominación (50, 100, 200 y 500 euros)
Los billetes de alta denominación tienen los mismos elementos de seguridad que los de baja denominación, con las siguientes diferencias:
- Holograma: Al girar el billete, el holograma muestra el valor del billete y una ventana o una puerta. Este holograma no es una banda vertical que ocupa toda la altura del billete como en los billetes de baja denominación, sino un motivo de menor tamaño.

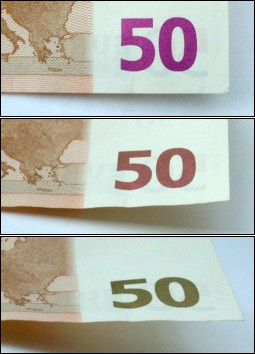
Tinta de color variable en el billete de 50 € de la primera serie.

- Número que cambia de color: Al girar el billete, en el reverso figura el número que cambia de color, de morado a verde oliva o marrón. Este elemento de seguridad sustituye a la banda iridiscente de los billetes de baja denominación.

### Segunda serie
Como se ha comentado con anterioridad, en la segunda serie (serie Europa), los elementos de seguridad son diferentes dependiendo también del valor de los billetes diviéndose en tres grupos: los billetes de 5 y 10 euros, los billetes de 20 y 50 euros, y los billetes de 100 y 200 euros.
Respecto a los elementos de seguridad de los billetes de la primera serie, las diferencias son que la marca de agua incorpora el retrato de Europa, se eliminan la serie de barras a la derecha de la marca de agua, el motivo de coincidencia, así como el número que cambia de color de los billetes de 50, 100, 200 y 500 euros, se incorpora el número verde esmeralda y se amplía la banda iridiscente a todas las denominaciones. Además, se incorpora la ventana con retrato en los billetes de 20 y 50 euros y el holograma con satélite en los billetes de 100 y 200 euros.

#### Billetes de 5 y 10 euros

##### Medidas detectadas al tacto
- El papel: El papel del billete está hecho de fibra de algodón puro, lo que le confiere una textura firme, resistente y con carteo, y un tacto ligeramente áspero.
- Impresión en relieve: En el anverso, en los bordes izquierdo y derecho hay una serie de líneas cortas en relieve. También se aprecia relieve en el motivo principal, en las letras y en la cifra grande que indica el valor del billete.

##### Medidas detectadas a la vista
- Marca de agua con retrato: Al mirar el billete al trasluz, se aprecia un retrato de Europa, el valor del billete y el motivo principal.
- Hilo de seguridad: Al mirar el billete al trasluz, el hilo de seguridad aparece como una línea oscura. En ella puede verse el símbolo «€» y el valor del billete en caracteres blancos de tamaño reducido.

##### Medidas detectadas al girar el billete
- Holograma con retrato: Al girar el billete, el holograma (banda plateada situada en el lado derecho) muestra un retrato de Europa, el motivo principal y el valor del billete.
- Número verde esmeralda: Al girar el billete, el número brillante situado en la esquina inferior izquierda produce un reflejo metálico que se desplaza verticalmente. También cambia de color, del verde esmeralda al azul oscuro.
- Banda iridiscente: Al girar el billete, en el reverso, aparece una banda dorada en la que figura el valor del billete y el símbolo «€».

##### Otros elementos de seguridad
- Microtexto: Algunas zonas del billete muestran una serie de caracteres de tamaño reducido que pueden leerse con ayuda de una lupa. Los caracteres no son borrosos, sino nítidos.
- Luz ultravioleta estándar: El papel no resplandece, es decir, no emite luz y está oscuro. Se aprecian pequeñas fibras embebidas en el papel. Cada una de ellas muestra tres colores diferentes. Las estrellas de la bandera de la UE, los círculos pequeños y las estrellas grandes resplandecen en amarillo. Otras zonas también resplandecen en amarillo. En el reverso, un cuarto de círculo situado en el centro del billete y otras zonas resplandecen en verde. El número de serie dispuesto en horizontal y una banda aparecen en rojo.
- Luz ultravioleta especial (UV-C): En el anverso, los círculos pequeños del centro resplandecen en amarillo, las estrellas grandes y otras zonas resplandecen en naranja. También puede verse el símbolo «€».

- Propiedades infrarrojas: Bajo una luz infrarroja, en el anverso del billete puede verse el número verde esmeralda, el lado derecho del motivo principal y la banda plateada. En el reverso, solo son visibles la cifra que indica el valor del billete y el número de serie dispuesto en horizontal.
- Varios patrones con la Constelación de EURión.
- Marca de agua digital: Igual que la constelación de EURión, una marca de agua digital va incorporada en el diseño de los billetes. Las versiones recientes de varios editores de imágenes, como Adobe Photoshop o Paint Shop Pro, se niegan a trabajar con imágenes de billetes. Este sistema se llama Counterfeit Deterrence System (CDS) y fue desarrollado por el Grupo de Bancos Centrales para la Disuasión de las Falsificaciones.
- Tinta magnética: Algunas zonas del billete están impresas con tinta magnética.
- Un número de serie: Cada billete tiene un número de serie único. El último dígito del número de serie es un dígito de comprobación. La primera letra es el código de identificación de la imprenta donde se imprimió el billete y la segunda letra forma parte del propio número de serie y no tiene ningún significado.

#### Billetes de 20 y 50 euros
Los billetes de 20 y 50 euros tienen los mismos elementos de seguridad que los de 5 y 10 euros, con la diferencia de que además poseen una ventana con retrato: Al mirar el billete al trasluz, la ventana del holograma se vuelve transparente y muestra un retrato de Europa en ambas caras del billete. Al girar el billete, la ventana del holograma muestra líneas multicolor alrededor de la cifra que indica el valor del billete. En el reverso, dentro de la ventana, aparecen números multicolor que muestran el valor del billete.

#### Billetes de 100 y 200 euros
Los billetes de 100 y 200 euros tienen los mismos elementos de seguridad que los de 20 y 50 euros, con la diferencia de que además poseen un holograma con satélite: Al girar el billete, el holograma con satélite situado en la parte superior de la banda plateada muestra símbolos «€» que se mueven alrededor de la cifra que indica el valor del billete. Los símbolos «€» pueden verse más claramente bajo una luz directa.

## Códigos de país
En la primera serie de billetes de euro, los billetes tienen un código de país formando parte del número de serie que hay en su reverso (la letra del número de serie). Dicho código indica el Banco Central que encargó la impresión del billete, que no es necesariamente el del país en el que se fabricó. Se asignó una letra mediante orden alfabético inverso al nombre de cada país de la Unión Europea (formada entonces por 15 países) en su idioma oficial ordenado por orden alfabético. Se incluyó también a países que todavía no han adoptado el euro. Los países que se han ido incorporando a la eurozona posteriormente han sido añadidos por orden cronológico.
| Código | País          | País                            | verificación(1) |
| Código | en español    | en sus lenguas oficiales        | verificación(1) |
| ------ | ------------- | ------------------------------- | --------------- |
| Z      | Bélgica       | België/Belgique/Belgien         | 9               |
| Y      | Grecia        | Ελλάδα [Ellada]                 | 1               |
| X      | Alemania      | Deutschland                     | 2               |
| (W)    | (Dinamarca)   | Danmark                         | (3)             |
| V      | España        | España                          | 4               |
| U      | Francia       | France                          | 5               |
| T      | Irlanda       | Ireland                         | 6               |
| S      | Italia        | Italia                          | 7               |
| (R)    | (Luxemburgo)  | Luxembourg/Luxemburg/Lëtzebuerg | (8)             |
| (Q)    | No asignado   | No asignado                     | No asignado     |
| P      | Países Bajos  | Nederland                       | 1               |
| (O)    | No asignado   | No asignado                     | No asignado     |
| N      | Austria       | Österreich                      | 3               |
| M      | Portugal      | Portugal                        | 4               |
| L      | Finlandia     | Suomi/Finland                   | 5               |
| (K)    | (Suecia)      | Sverige                         | (6)             |
| (J)    | (Reino Unido) | United Kingdom                  | (7)             |
| (I)    | No asignado   | No asignado                     | No asignado     |
| H      | Eslovenia     | Slovenija                       | 9               |
| G      | Chipre        | Κύπρος [Kípros]/Kıbrıs          | 1               |
| F      | Malta         | Malta                           | 2               |
| E      | Eslovaquia    | Slovensko                       | 3               |
| D      | Estonia       | Eesti                           | 4               |
| C      | Letonia       | Latvija                         |                 |
| B      | Lituania      | Lietuva                         |                 |
| A      | No asignado   | No asignado                     | No asignado     |

(1) Resultado de sumar los 11 dígitos, y de nuevo volver a sumar los dígitos del resultado
Dinamarca, el Reino Unido y Suecia no utilizan el euro, pero tenían los códigos W, K y J reservados para la primera serie de billetes.
La R estaba reservada para Luxemburgo pero, aun estando en la eurozona, no se llegó a utilizar. Los billetes emitidos por el Banco Central de Luxemburgo llevan el código de los Bancos Centrales de los países en los que se fabrican los billetes para Luxemburgo.
Las posiciones de Dinamarca y Grecia fueron cambiadas, puesto que la Y es también una letra del alfabeto griego, mientras que la W no lo es.

## Códigos de impresión

### Primera serie

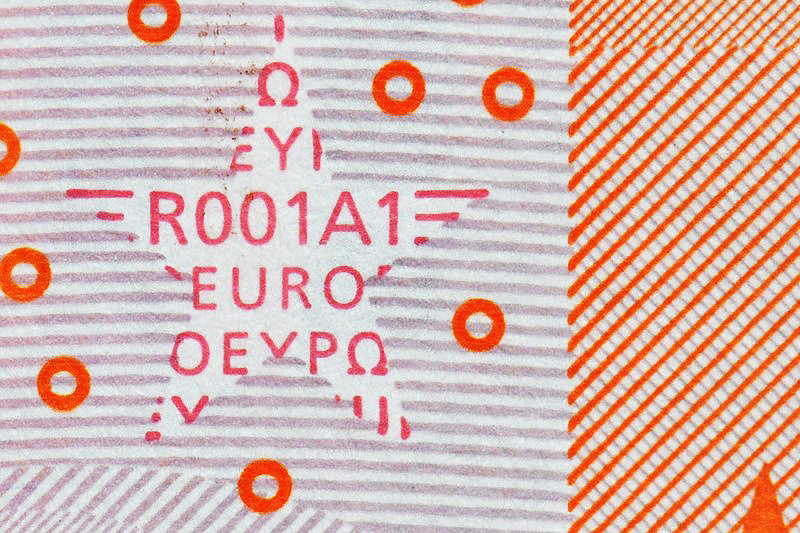
El código de impresión de un billete de 10 euros de la primera serie de billetes.

En cada billete de euro hay un código de impresión de seis caracteres que indica al impresor del billete. Estos códigos de impresión tienen una letra inicial, seguida de tres dígitos, luego de una sola letra y terminan en un dígito, por ejemplo, "R001A1".
La letra inicial identifica la imprenta: "R", por ejemplo, sería Bundesdruckerei, una imprenta en Berlín, Alemania. Los tres dígitos indican planchas de impresión secuenciales: "001", por ejemplo, sería la primera plancha de impresión creada por la impresora. Los caracteres quinto y sexto, una letra seguida de un número, representan la fila y la columna, respectivamente, del billete en particular en la placa en particular: "A" sería la primera fila y "1" la primera columna.
No es necesario que el código de impresión sea el mismo que el código de país, es decir, los billetes emitidos por un país determinado pueden haber sido impresos en otro país.
Los códigos de impresión aparecen en el anverso de los billetes. El lugar exacto donde aparece depende de cada tipo de billete.
| Código | Imprenta                                               | Localización     | País           | BCN(s) para los que imprimía |
| ------ | ------------------------------------------------------ | ---------------- | -------------- | --- |
| (A)    | (Bank of England Printing Works)                       | (Loughton)       | ( Reino Unido) | — |
| (B)    | No asignado                                            | No asignado      | No asignado    | No asignado |
| (C)    | (Tumba Bruk)                                           | (Tumba)          | ( Suecia)      | — |
| D      | Setec Oy                                               | Vantaa           | Finlandia      | L ( Finlandia) |
| E      | F. C. Oberthur                                         | Chantepie        | Francia        | E ( Eslovaquia), F ( Malta), G ( Chipre), H ( Eslovenia), L ( Finlandia), P ( Países Bajos), U ( Francia), X ( Alemania)                           |
| F      | Österreichische Banknoten‐ und Sicherheitsdruck GmbH   | Viena            | Austria        | N ( Austria), P ( Países Bajos), S ( Italia), T ( Irlanda), Y ( Grecia)                                                                            |
| G      | Koninklijke Joh. Enschedé                              | Haarlem          | Países Bajos   | E ( Eslovaquia), F ( Malta), G ( Chipre), H ( Eslovenia), L ( Finlandia), N ( Austria), P ( Países Bajos), V ( España), X ( Alemania), Y ( Grecia) |
| H      | De La Rue                                              | Gateshead        | Reino Unido    | L ( Finlandia), M ( Portugal), P ( Países Bajos), T ( Irlanda)                                                                                     |
| (I)    | No asignado                                            | No asignado      | No asignado    | No asignado |
| J      | Banca d'Italia                                         | Roma             | Italia         | S ( Italia) |
| K      | Banc Ceannais na hÉireann/Central Bank of Ireland      | Dublin           | Irlanda        | T ( Irlanda) |
| L      | Banque de France                                       | Chamalières      | Francia        | U ( Francia) |
| M      | Fábrica Nacional de Moneda y Timbre                    | Madrid           | España         | V ( España) |
| N      | Bank of Greece                                         | Atenas           | Grecia         | Y ( Grecia) |
| (O)    | No asignado                                            | No asignado      | No asignado    | No asignado |
| P      | Giesecke & Devrient GmbH                               | Múnich & Leipzig | Alemania       | L ( Finlandia), M ( Portugal), P ( Países Bajos), U ( Francia), V ( España), X ( Alemania), Y ( Grecia)                                            |
| (Q)    | No asignado                                            | No asignado      | No asignado    | No asignado |
| R      | Bundesdruckerei GmbH                                   | Berlin           | Alemania       | D ( Estonia), E ( Eslovaquia), F ( Malta), G ( Chipre), H ( Eslovenia), L ( Finlandia), P ( Países Bajos), X ( Alemania), Y ( Grecia)              |
| (S)    | (Danmarks Nationalbank)                                | (Copenhague)     | ( Dinamarca)   | — |
| T      | Nationale Bank van België/Banque Nationale de Belgique | Bruselas         | Bélgica        | U ( Francia), V ( España), Z ( Bélgica) |
| U      | Valora                                                 | Carregado        | Portugal       | M ( Portugal) |
| (V)    | No asignado                                            | No asignado      | No asignado    | No asignado |
| (W)    | No asignado                                            | No asignado      | No asignado    | No asignado |
| (X)    | No asignado                                            | No asignado      | No asignado    | No asignado |
| (Y)    | No asignado                                            | No asignado      | No asignado    | No asignado |
| (Z)    | No asignado                                            | No asignado      | No asignado    | No asignado |

Los códigos A, C y S se reservaron para las imprentas británica, sueca y danesa, las cuales no imprimieron billetes en euros.
Cuando un impresor figuraba como productor de billetes para un país determinado, esto podía aplicarse a una sola denominación o hasta las siete denominaciones. Algunos Bancos Centrales Nacionales (BCNs) obtenían diferentes denominaciones de diferentes imprentas y algunos incluso obtenían una única denominación de varias imprentas. Los BCNs que emitían billetes podían obtenerlos libremente de cualquier imprenta autorizada y lo hacían en cantidades variables.

### Segunda serie
En la nueva serie, como en la primera serie, hay dos tipos de códigos. Son el número de serie, que aparece en el reverso; y el código de impresión de seis caracteres, el cual aparece siempre en la esquina superior derecha del anverso. En la primera serie de billetes, el número de serie aparece en el reverso horizontalmente y de manera completa en dos partes distintas del mismo. La letra es el código de identificación nacional del billete (el Banco Central que encargó la impresión del billete, que no es necesariamente el del país en el que se fabricó).
En la segunda serie de billetes, el número de serie aparece en el reverso horizontalmente de manera completa y, por otra parte, los últimos seis dígitos del número de serie verticalmente, también en el reverso. En este caso, la primera letra es el código de identificación de la imprenta donde se imprimió el billete y la segunda letra de forma parte del propio número de serie y no tiene ningún significado. Por lo tanto, a diferencia de la primera serie, en la segunda serie ya no hay un código de país y, de esta manera, la primera letra del número de serie siempre coincide con la primera letra del código de impresión de seis caracteres.
| Código | Imprenta                                               | País         |
| ------ | ------------------------------------------------------ | ------------ |
| A      | No asignado                                            | No asignado  |
| B      | No asignado                                            | No asignado  |
| C      | No asignado                                            | No asignado  |
| D      | Polska Wytwórnia Papierów Wartościowych                | Polonia      |
| E      | Oberthur Fiduciaire SAS (Chantepie)                    | Francia      |
| F      | Oberthur Fiduciaire AD (Sofia)                         | Bulgaria     |
| G      | No asignado                                            | No asignado  |
| H      | De La Rue Currency (Loughton)                          | Reino Unido  |
| I      | Omitido                                                | Omitido      |
| J      | De La Rue Currency (Gateshead)                         | Reino Unido  |
| K      | No asignado                                            | No asignado  |
| L      | No asignado                                            | No asignado  |
| M      | Valora                                                 | Portugal     |
| N      | Oesterreichische Banknoten und Sicherheitsdruck GmbH   | Austria      |
| O      | Omitido                                                | Omitido      |
| P      | Joh. Enschede Security Printing BV                     | Países Bajos |
| Q      | Omitido                                                | Omitido      |
| R      | Bundesdruckerei GmbH                                   | Alemania     |
| S      | Banca d'Italia                                         | Italia       |
| T      | Banc Ceannais na hÉireann/Central Bank of Ireland      | Irlanda      |
| U      | Banque de France                                       | Francia      |
| V      | IMBISA                                                 | España       |
| W      | Giesecke & Devrient GmbH (Leipzig)                     | Alemania     |
| X      | Giesecke & Devrient GmbH (Múnich)                      | Alemania     |
| Y      | Bank of Greece                                         | Grecia       |
| Z      | Nationale Bank van België/Banque Nationale de Belgique | Bélgica      |

## Billetes de 1 y 2 euros
Italia, Grecia, Austria y Eslovenia han pedido varias veces introducir denominaciones inferiores de billetes de euro. El Banco Central Europeo ha indicado que «imprimir un billete de 1 euro es más caro (y dura menos) que acuñar una moneda de 1 euro». El 18 de noviembre de 2004, el Banco Central Europeo decidió que no había suficiente demanda en la eurozona de billetes en denominaciones pequeñas. Sin embargo, el 25 de octubre de 2005 más de la mitad de los miembros del Parlamento Europeo presentaron una moción invocando a la Comisión Europea y al Banco Central Europeo para que reconocieran definitivamente la necesidad de introducir billetes de 1 y 2 euros. En estos últimos años, no ha vuelto a haber ninguna petición oficial al respecto.

## Billetes de 0 euros
En 2017 el Banco Central Europeo dio permiso al estado alemán de Schleswig-Holstein para poner en circulación la primera tirada de billetes de 0 euros, dirigidos a turistas y coleccionistas.

## Seguimiento
Existen varias comunidades de personas a nivel europeo (la mayor de las cuales es EuroBillTracker) que, como pasatiempo, realizan un seguimiento de los billetes denominados en euros que pasan por sus manos, a fin de seguirles la pista y saber a dónde viajan o han viajado. El objetivo es registrar el mayor número de billetes posible, a fin de conocer detalles sobre su difusión (desde dónde y hacia dónde viajan en general), realizar su seguimiento (dónde ha sido visto un billete en particular) y generar estadísticas y rankings (por ejemplo, en qué países se registran más billetes). En noviembre de 2021, en EuroBillTracker había registrados más de 206 millones de billetes, por un importe de más de 3788 millones de euros.